# Вайсберг, Джо
Джо́зеф Ва́йсберг (англ. Joe Weisberg) — американский телевизионный сценарист, писатель и бывший офицер ЦРУ. Наиболее известен как создатель телесериала «Американцы» (2013—2018).

## Карьера
Спустя три года после окончания Йельского университета в 1987 году, Вайсберг стал офицером ЦРУ, где проработал непродолжительное время. Он преподавал в Саммит-школе в Куинсе, откуда ушёл в 2010 году.
Вайсберг работал над сериалами «Схватка» и «Рухнувшие небеса», прежде чем разработал собственный сериал «Американцы». Транслировавшееся на экранах с 2013 по 2018 год, шоу получило высокие отзывы критиков и было удостоено ряда наград, в том числе премий Гильдии сценаристов США, Ассоциации телевизионных критиков и «Золотой глобус». В 2018 году Вайсберг и сошоураннер Джоэл Филдс выиграли премию «Эмми» за написание финального эпизода «СТАРТ».
В 2014 году Вайсберг появился в роли-камео в сериале «Хорошая жена».
В июле 2018 года было объявлено, что Вайсберг и Филдс выступят исполнительными продюсерами пилотного эпизода Freeform «Брекман Родео», однако в мае 2019 года стало известно, что шоу не было отобрано для трансляции.
Вайсберг также написал два романа, «Десятый класс» и «Обычный шпион».

## Личная жизнь
Вайсберг вырос в еврейской семье в Чикаго. Его мать, Лоис Вайсберг (1925—2016), была первым комиссаром Чикаго по делам культуры, а отец, Бернард Вайсберг, был адвокатом по гражданским делам. У него есть брат, Джейкоб Вайсберг, являющийся журналистом. С 2005 года Вайсберг женат на Джулии Ротвэкс, консультанте по стратегическим коммуникациям. У них есть дочь.

## Фильмография
| Год       | Русское название | Оригинальное название | Сфера деятельности                             | Примечания                                                     |
| --------- | ---------------- | --------------------- | ---------------------------------------------- | -------------------------------------------------------------- |
| 2011      | Схватка          | Dames                 | сценарист                                      | Эпизод: «Next One’s on Me, Blondie»                            |
| 2011—2012 | Рухнувшие небеса | Falling Skies         | сценарист                                      | 3 эпизода                                                      |
| 2013—2018 | Американцы       | The Americans         | создатель, сценарист и исполнительный продюсер | Автор сценария 25 эпизодов Исполнительный продюсер 75 эпизодов |
| 2014      | Хорошая жена     | The Good Wife         | камео в роли самого себя                       | Эпизод: «Oppo Research»                                        |